# 세액공제
세액공제(稅額控除, tax credit)는 과세소득액에 세율을 적용해 산출된 세액에서 일정 금액을 공제 하는 것으로, 특정 세금 지불자들이 국가에 낼 세금을 공제 하는 세금 혜택이다. 세액공제란 확정된 세금에서
세액 공제에 해당하는 금액 만큼을 내야 할 세금에서 차감하여주는 제도이다. 즉 예로 내야 할 세금이 30만 원으로 정하여졌을 경우 세액공제 금액이 10만 원이라면 최종적으로 20만 원만 세금으로 내게 되는 것이다. 이미 지불한 세금을 인지하여 주어지는 공제일 수도 있고, 영국의 사례처럼 국가 지원의 형태인 경우도 있다.